# Marathon van Osaka 1985
De marathon van Osaka 1985 werd gelopen op zondag 27 januari 1985. Het was de 4e editie van de marathon van Osaka. Alleen vrouwelijke elitelopers mochten aan de wedstrijd deelnemen. De Ierse Carey May kwam als eerste over de streep in 2:28.07.

## Uitslagen
| rang   | naam              | land | tijd    |
| ------ | ----------------- | ---- | ------- |
| Goud   | Carey May         | IRL  | 2:28.07 |
| Zilver | Carla Beurskens   | NED  | 2:31.11 |
| Brons  | Rita Marchisio    | ITA  | 2:36.21 |
| 4      | Karolin Szabo     | HUN  | 2:36.45 |
| 5      | Gabriele Andersen | SUI  | 2:37.17 |
| 6      | Gillian Horovitz  | ENG  | 2:37.37 |
| 7      | Joyce Smith       | ENG  | 2:38.09 |
| 8      | Laurie Crisp      | USA  | 2:40.12 |
| 9      | Eriko Asai        | JPN  | 2:40.16 |
| 10     | Laura Dewald      | USA  | 2:41.31 |
| 11     | Kikuyo Nishijima  | JPN  | 2:41.57 |
| 12     | Izumi Kitamura    | JPN  | 2:44.15 |
| 13     | Yoshiko Hirohama  | JPN  | 2:44.58 |
| 14     | Mafune Hori       | JPN  | 2:47.28 |
| 15     | Tomoko Suzuki     | JPN  | 2:47.41 |
| 16     | Naomi Kurahashi   | JPN  | 2:47.57 |
| 17     | Chiko Watanabe    | JPN  | 2:48.22 |
| 18     | Christa Dotzler   | GER  | 2:48.33 |
| 19     | Iris Cook         | AUS  | 2:48.46 |
| 20     | Tomoko Yamauchi   | JPN  | 2:49.23 |
| 21     | Minoru Muramoto   | JPN  | 2:49.32 |
| 22     | Sachiko Ishida    | JPN  | 2:49.36 |
| 23     | Mitsue Tanaka     | JPN  | 2:50.49 |
| 25     | Satsuko Hanafusa  | JPN  | 2:53.04 |

1982 ·
1983 ·
1984 ·
1985 ·
1986 ·
1987 ·
1988 ·
1989 ·
1990 ·
1991 ·
1992 ·
1993 ·
1994 ·
1995 ·
1996 ·
1997 ·
1998 ·
1999 ·
2000 ·
2001 ·
2002 ·
2003 ·
2004 ·
2005 ·
2006 ·
2007 ·
2008 ·
2009 ·
2010 ·
2011 · 
2012 ·
2013 ·
2014 ·
2015 ·
2016 ·
2017